# Mistr Oplakávání ze Zvíkova
Mistr Oplakávání ze Zvíkova byl pozdně gotický řezbář, který působil na jihozápadě Čech v první třetině 16. století.

## Život a dílo
Velice bohatá umělecká kultura oblasti povodí Úhlavy a horního toku Otavy dosáhla vrcholu na přelomu 15. a 16. století v objednávkách Půty Švihovského z Rýzmberka a Zdeňka Lva z Rožmitálu.
Mistr Oplakávání ze Zvíkova vyšel patrně z dílny Mistra Oplakávání ze Žebráku. Je znám teprve od 60. let 20. století, protože některé jeho sochy byly dříve mylně připsány Mistru Oplakávání ze Žebráku. Pokud měl samostatnou dílnu, působil v některém místě na Zlaté stezce - buď v Kašperských Horách nebo Sušici.
Nejznámějším dílem tohoto anonymního mistra je Oplakávání Krista z kaple na hradě Zvíkov, které zachycuje klečící Marii v tiché modlitbě nad Kristovým tělem. Kompozice reliéfu je obdobná jako na bruselském obraze, jehož autorem byl nizozemský malíř Petrus Christus. Tělo mrtvého leží na rubáši položeném na zemi a hlava a rameno se opírají o pravé koleno Marie.
Ve Vídeňském Oplakávání je užit motiv Piety a stojících figur sv. Jana, Josefa z Arimatie a tři Marií. Expresivně prohnuté tělo Ježíše připomíná mrtvého z Oplakávání, které je dílem Žebráckého mistra.

### Známá díla (výběr)
- reliéf Oplakávání Krista ze zvíkovské hradní kaple[2]
- reliéf Oplakávání Krista, Diecézní muzeum ve Vídni[3]
- velká oltářní archa, Kostel svaté Markéty v Kašperských Horách (zachovaly se tři hlavní figury ze skříně archy - Madona, sv. Markéta a sv. Linhart a ukřižovaný Kristus z jeho nástavce)
- sochy Madony, sv. Barbory a sv. Kateřiny z Černívska (kolem 1520)[4]
- socha Madony z filiálního kostela v Kocelovicích - Lnářích (dílna Mistra Zvíkovského Oplakávání)
- Světice z Homol

### Výstavy (výběr)
- 2013 Obrazy krásy a spásy, Masné krámy Plzeň[5]
- 2014 Gotika v jihozápadních Čechách: Obrazy krásy a spásy, Národní galerie v Praze, Šternberský palác[6]
- 2014 Umění gotiky v krajích Otavy a Úhlavy, Muzeum Šumavy, Kašperské Hory[7]